# Drosophila siamana
Drosophila siamana este o specie de muște din genul Drosophila, familia Drosophilidae, descrisă de Ikeda, Hihara, Asada, Fujiwara și Lin în anul 1983. Conform Catalogue of Life specia Drosophila siamana nu are subspecii cunoscute.